# Zemljevid Cassini
Zemljevid Cassini ali zemljevid Akademije je prvi topografski in geometrijski zemljevid Kraljevine Francije kot celote. Sestavili so ga družina Cassini, v glavnem César-François Cassini (Cassini III) in njegov sin Jean-Dominique Cassini (Cassini IV) v 18. stoletju. 
Zemljevid je bil takrat prava inovacija in tehnični napredek. To je prvi zemljevid, ki temelji na geodetski triangulaciji. Delo so izvedle štiri generacije cassinijev. Zemljevid ne prikazuje meja močvirij in gozdov, vendar je stopnja natančnosti zastopanega cestnega omrežja takšna, da se s prekrivanjem satelitskih fotografij na zemljevide Francije dobijo prečudoviti rezultati. 
Delo Cassinijevih je celo pustilo pečat na deželi, kjer še danes najdemo toponime, znane kot " Signal Cassinija ", ki razkrivajo kraje, kjer so bile opravljene meritve . Ti mejniki ustrezajo vrhom neštetih trikotnikov, ki so tvorili ploskev Cassinijevega zemljevida. 
Danes se raziskovalci pogosto posvetujejo s kartami Cassini, tj. S papirnato obliko v čitalnici oddelka za zemljevide in načrte Bibliothèque nationale de France ali s spletno obliko. To je še posebej zanimivo za arheologe, arhitekte, zgodovinarje, geografe, lovce na zaklade in ekologe, ki morajo za nazaj obravnavati ekologijo ali razumeti zgodovino Francoske pokrajine. 

## Zunanji
Digitalno verzijo zemljevida najdete tukaj: https://www.geoportail.gouv.fr/donnees/carte-de-cassini